# Saint-Pantaléon-de-Larche
Saint-Pantaléon-de-Larche é uma comuna francesa na região administrativa da Nova Aquitânia, no departamento de Corrèze. Estende-se por uma área de 23,47 km². Em 2010 a comuna tinha 4 860 habitantes (densidade: 207,1 hab./km²).